# Faralló

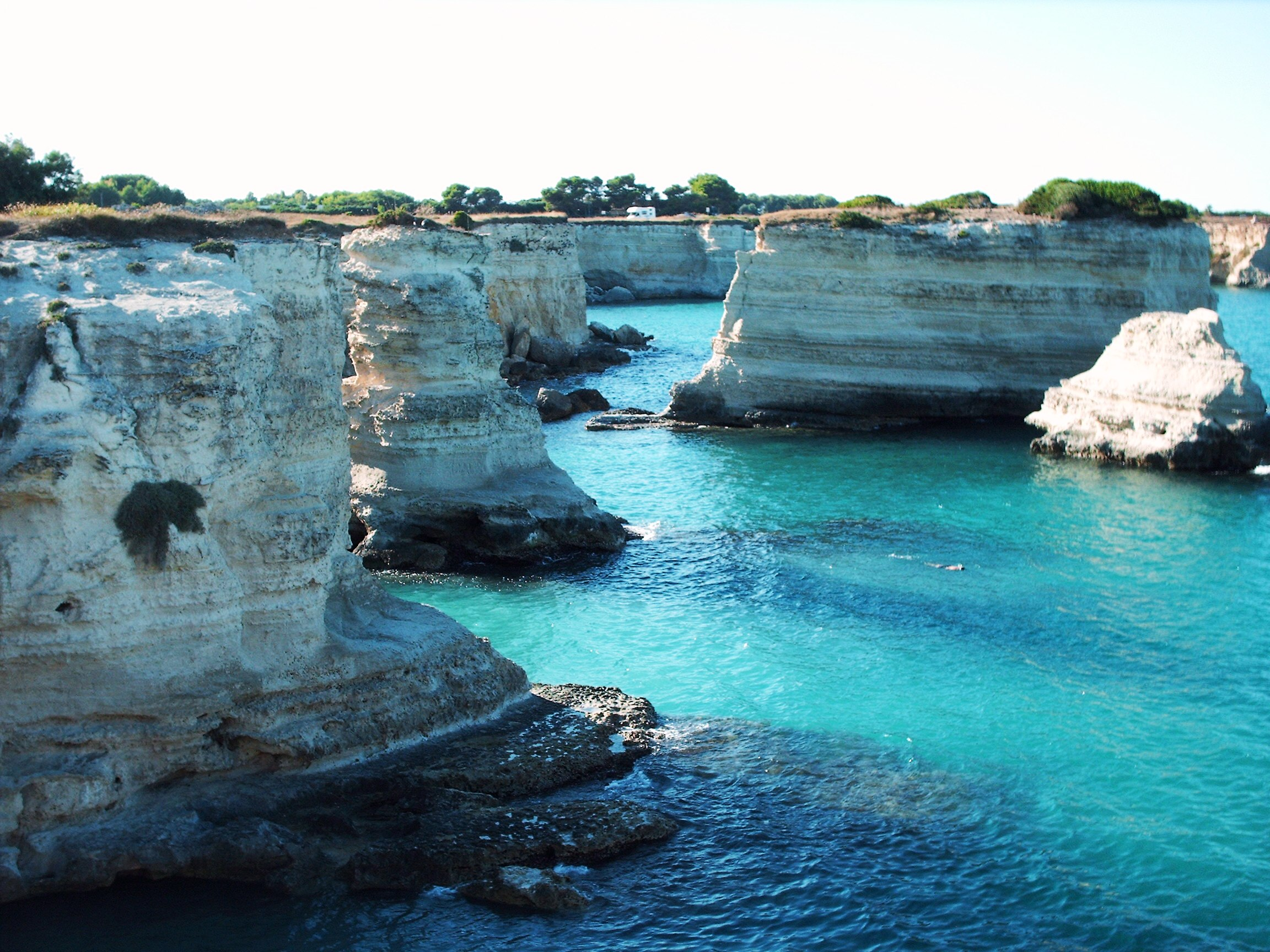
Farallons a Torre Sant'Andrea, al sud d'Itàlia.

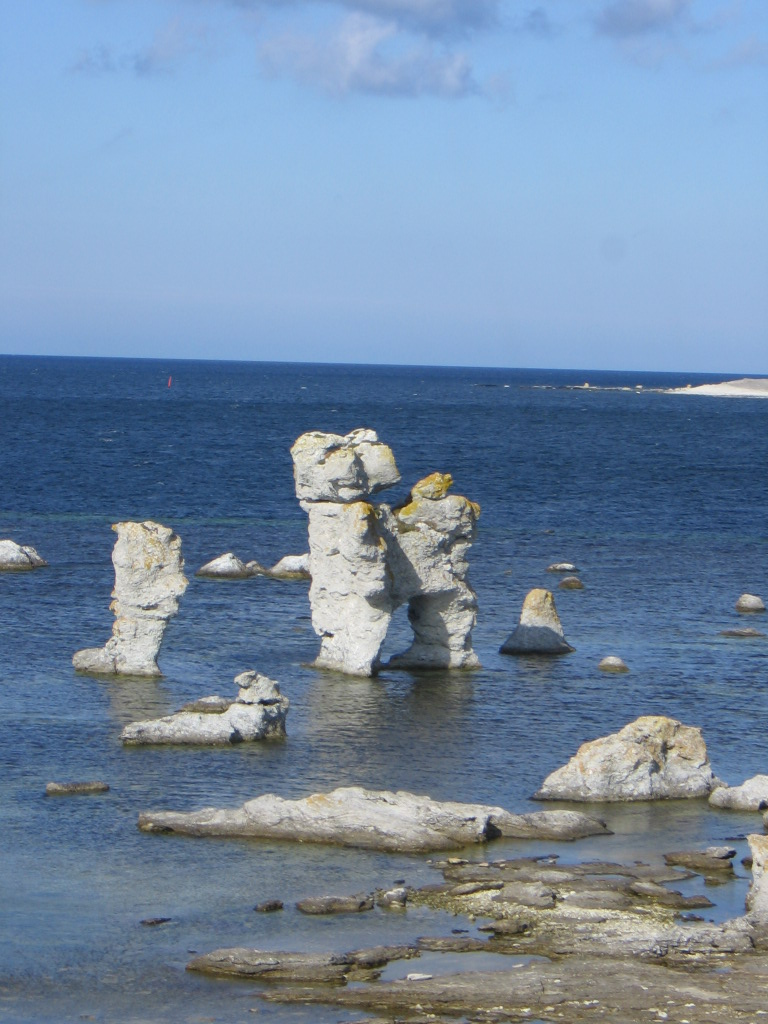
Raukar (farallons) a l'illa de Fårö, a l'est de la part continental de Suècia.

Un faralló és una forma de relleu geològica que consisteix en una columna o columnes de roca escarpades i sovint verticals al mar prop d'una costa, formades per l'erosió de les ones.
Els farallons es formen per processos de geomorfologia costanera naturals com el vent i l'aigua, a través del temps. Es formen quan una part d'un cap s'erosiona per l'acció hidràulica, que és la força del mar o de l'aigua que xoca contra la roca. La força de l'aigua debilita les esquerdes del cap, provocant col·lapse, formant farallons independents que fins i tot poden esdevenir una petita illa. Sense la presència constant d'aigua, els farallons també es formen quan un arc natural s'enfonsa per gravetat, a causa de processos subaeris com l'erosió del vent. L'erosió fa que l'arc s'enfonsi, deixant el pilar de roca dura allunyat de la costa: el faralló. Finalment, l'erosió farà que la pila s'enfonsi, deixant una soca. Els farallons poden proporcionar llocs de nidificació importants per a les aus marines, i moltes són populars per a l'escalada en roca.
Els illots oceànics rocosos i aïllats, típicament d'origen volcànic, també s'anomenen farallons o farallons volcànics.

## Etimologia
El terme faralló en català, de la mateixa manera que l'italià faraglione i l'espanyol farallón tenen el seu origen etimològic en el terme del grec antic pharos, que té l'origen metonímic a l'illa de Faro, a Alexandria d'Egipte. En el moment d'esplendor de les potències marítimes genoveses o venecianes, els farallons del mar Mediterrani havien de ser incendiats amb fustes per evitar problemes en la navegació nocturna, i el seu manteniment era clau per mantenir la potestat marítima i va ser un dels papers de les torres genoveses.
En francès, el terme genèric per a aquest tipus de forma de relleu costanera és stack, que prové de l'anglès, manllevat del nòrdic antic stakkr, acusatiu stakk. A la vella Normandia existia el terme estak, una forma deduïda de la versió llatinitzada stakus i que està relacionat amb topònims moderns com Étac o Étacq. Designava una "roca marina de forma més o menys piramidal". Es perpetua en la toponímia de les illes Cotentin on es refereix a les roques marines en les formes Tac, Étac, Étacq o Etat.
Jean Renaud proposa veure en l'etimologia d'Étretat un compost basat en stakkr. Per a ell, el segon element vindria de l'antic nòrdic stakkr "roca alta, al mar" ben documentat prop dels assentaments víkings: stakk a les Shetland, i que es troba a la costa del Cotentin. Aquesta proposta, que pretén vincular elements topogràfics amb elements lingüístics, dista molt de ser unànime entre els toponímics. De fet, les formes antigues com Strutat i Strutart del 1040, així com la fonètica, són difícilment compatibles amb aquesta explicació.
En suec, el terme utilitzat és rauk, plural raukar, i fa referència específicament als pilars de pedra de les costes de les illes sueques de Gotland, Fårö, Lilla Karlsö i Öland.
En rus, el terme emprat és kékour, кекур, que s'empra pels farallons situats a les costes russes dels oceans Àrtic i Pacífic així com per als pilars de roca situats a les conques hidrogràfiques dels rius Iana, Lena i Indigirka.

## Formació

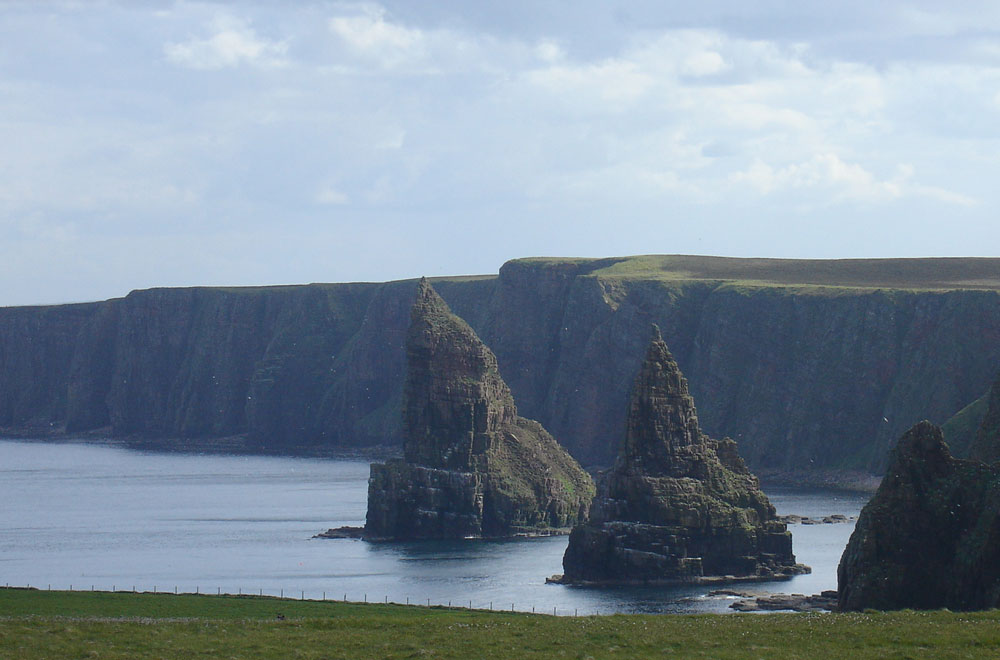
Els farallons de Duncansby a Escòcia.

Les piles es formen típicament en roques sedimentàries o volcàniques de llit horitzontal, especialment als penya-segats de pedra calcària. La duresa mitjana d'aquestes roques significa una resistència mitjana a l'erosió abrasiva. Els penya-segats amb roques més febles, com ara argila o roques molt articulades, tendeixen a enfonsar-se i erosionar-se massa ràpidament per formar farallons, mentre que les roques més dures com el granit s'erosionen de diferents maneres.
El procés de formació sol començar quan el mar ataca línies més dèbils, com ara juntes escarpades o petites zones de falla en un penya-segat. Aquestes esquerdes es fan més grans i es converteixen en coves. Si una cova es desgasta per un cap, es forma un arc. L'erosió addicional fa que l'arc s'enfonsi, deixant el pilar de roca dura allunyat de la costa, la pila. Finalment, l'erosió farà que la pila s'enfonsi, deixant una soca. Aquesta soca sol formar una petita illa de roca, prou baixa com per submergir-se una marea alta.

## Exemples
- Faralló d'Albarca, Artà, Mallorca[11]
- Farallons d'en Mollu, Cadaqués[12]
- El Dedo de Dios, Illes Canàries
- Étretat, Seine-Maritime, França
- Faraglioni, Capri, Itàlia
- Hvítserkur, Islàndia
- Ko Tapu, Phang Nga Bay, Tailàndia
- Les Jumeaux, Hendaia, França
- Old Harry Rocks, Anglaterra
- Rockall, Atlàntic Nord
- The Needles, Illa de Wight, Anglaterra
- Tri Brata i Sail Rock, Rússia

## Galeria d'imatges

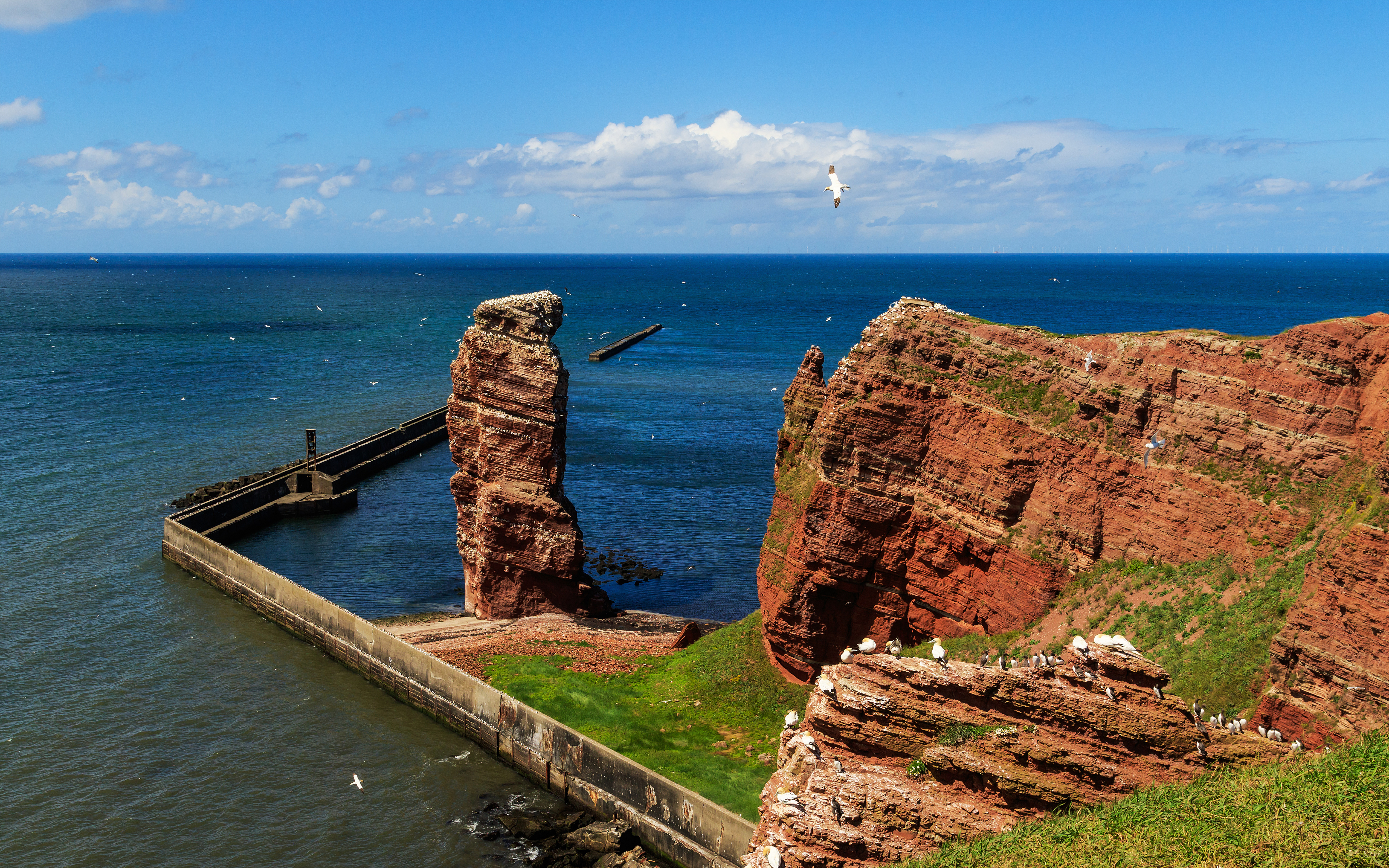
Lange Anna de Helgoland
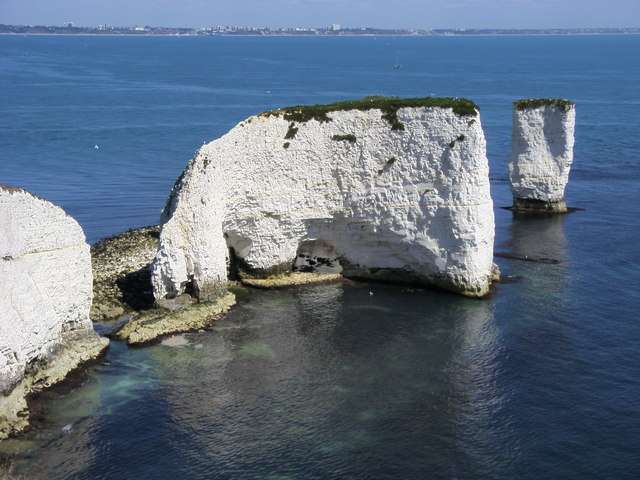
Old Harry’s Rocks
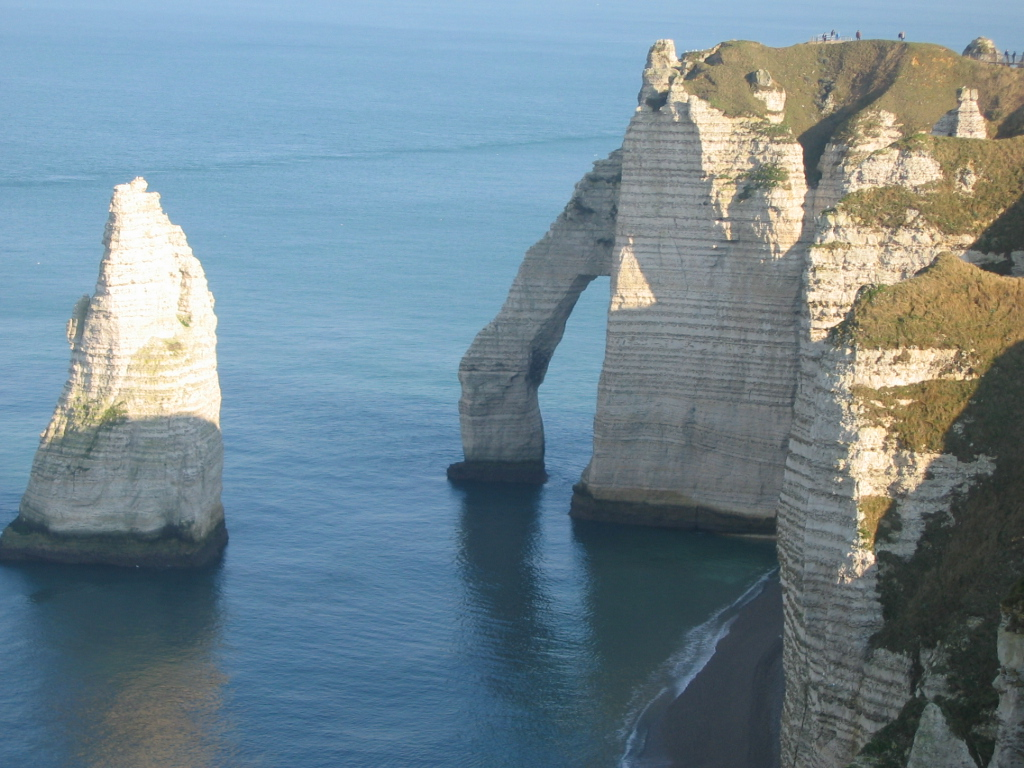
Porte d’Aval a l'estret de Normandia)
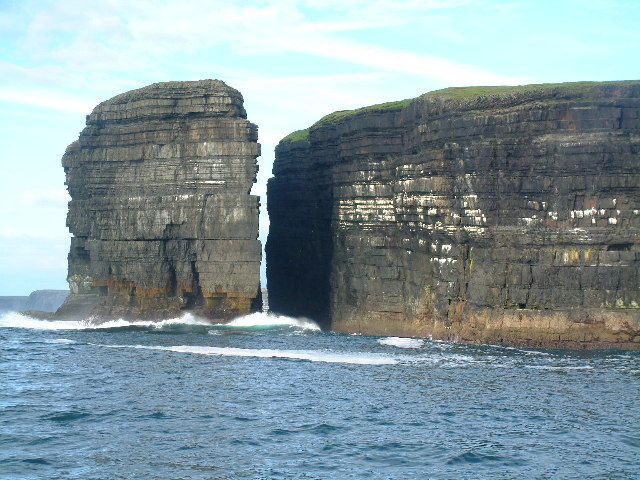
Loop Head, a Irlanda
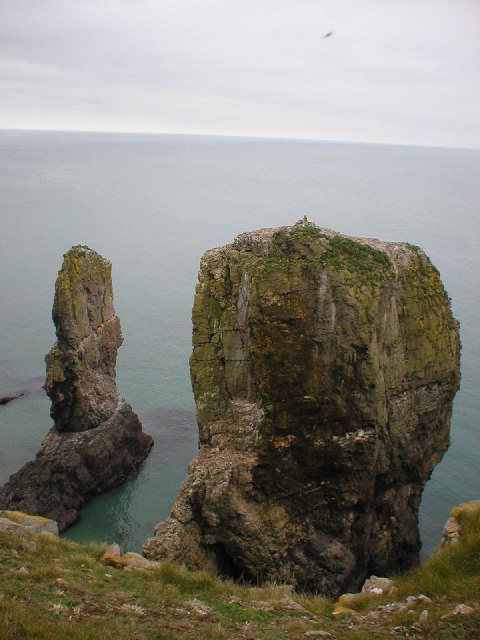
Elugug, a Gal·les
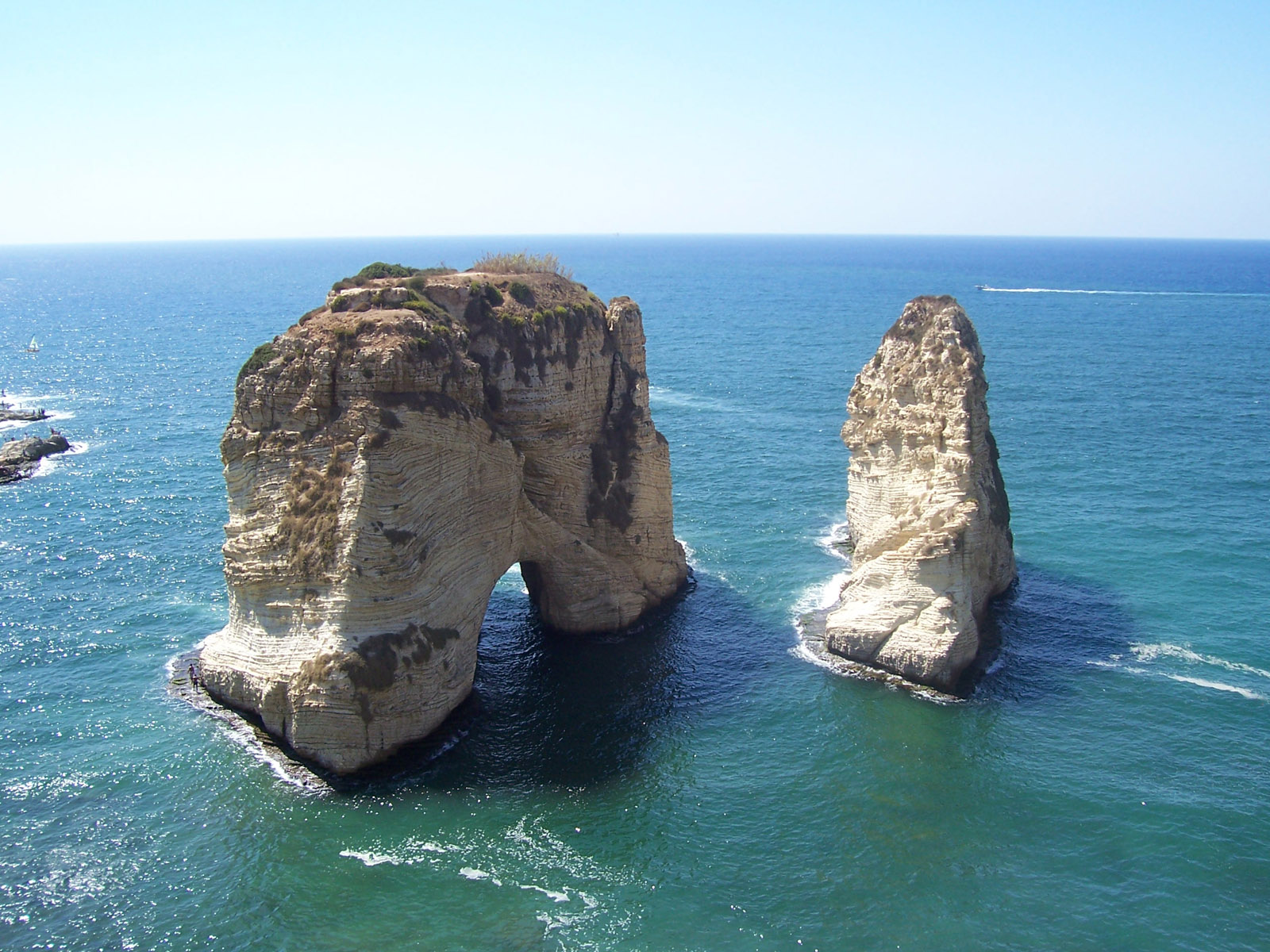
Grotte aux pigeons, al Líban
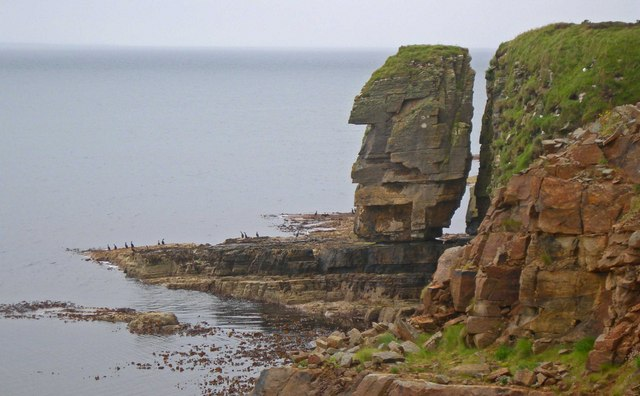
Lingavi Geo, a Shapinsay
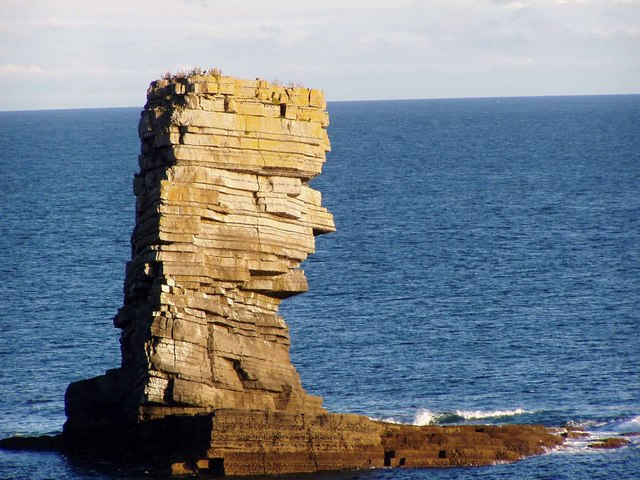
Linney Head
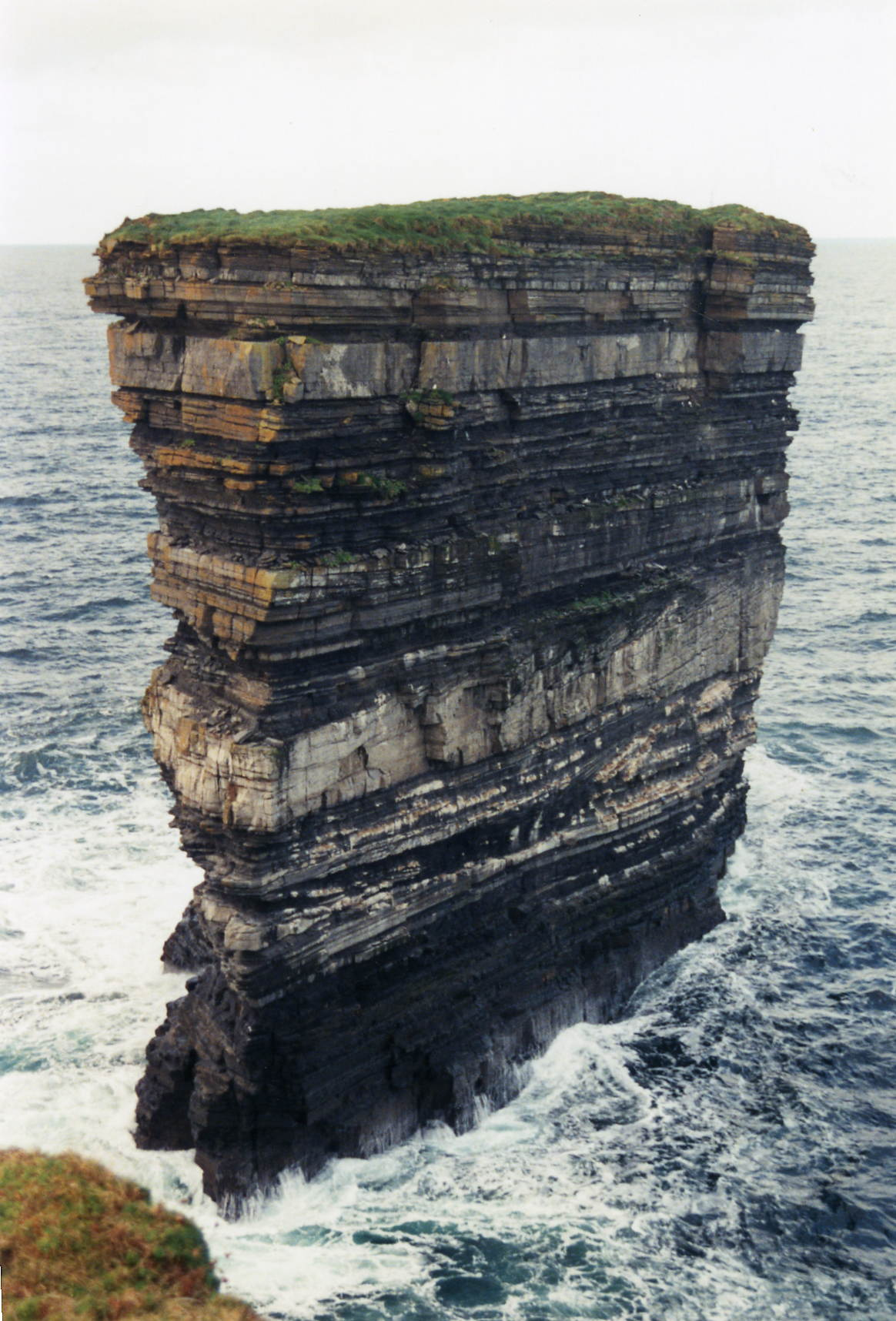
Dún Briste, a Irlanda